# Mély harapás
A Mély harapás (eredeti cím: Teeth) 2007-ben bemutatott feliratos, egész estés amerikai film, amelyet Mitchell Lichtenstein írt és rendezett. A zenéjét Robert Miller szerezte, a producere Joyce M. Pierpoline volt.
Amerikában 2007. január 19-én, Magyarországon 2008. július 10-én mutatták be a mozikban.

## Cselekmény
Dawn egy átlagos kamasz lány, aki egy kisvárosi gimnáziumban tanul. Tagja, sőt hangadója annak az iskolai csoportnak, melynek tagjai felesküdtek arra, hogy szüzességüket csak a nászágyukban veszítik el. Ám a lány csak addig ura hormonjainak, amíg egy új diák, Tobey meg nem érkezik a suliba. Vonzalmuk kölcsönös, és Dawn attól tart, hogy szüzességi fogadalma veszélybe kerül. Egy túlfűtött randin Tobey nem bír magával, és Dawn tiltakozása ellenére lerohanja őt. Ekkor fény derül Dawn veleszületett biológiai rendellenességére, és a felajzott fiú nem csak az eszét, hanem a férfiasságát is elveszíti. A lány nemi szervén fogak vannak, melyek minden behatolóval kegyetlenül elbánnak.

## Szereplők
| Szereplő     | Színész          | Magyar hang        |
| ------------ | ---------------- | ------------------ |
| Dawn O'Keefe | Jess Weixler     | Molnár Ilona       |
| Tobey        | Hale Appleman    | Markovics Tamás    |
| Brad         | John Hensley     | Hamvas Dániel      |
| Bill         | Lenny von Dohlen |                    |
| Dr. Godfrey  | Josh Pais        | Kajtár Róbert      |
| Alisha Gwen  | Julia Garro      | Bogdányi Titanilla |
| Phil         | Adam Wagner      |                    |
| Kim          | Vivienne Benesch | Ősi Ildikó         |
| Ryan         | Ashley Springer  | Előd Botond        |
| Mr. Vincent  | Trent Moore      |                    |
| Elliot       | Mike Yager       | Baráth István      |